# Michael Schack
Michael Schack is een Belgische drummer en producer uit Antwerpen.

## Loopbaan
Sinds 1991 is Michael Schack actief als professioneel drummer, waarbij hij bij een heel aantal bekende Belgische bands en artiesten drumde. Zo stond hij op het podium met o.a. Blue Blot, Groovemania, Clouseau, Angelico en Camden.  
Vanaf 2006 werd Schack ook bekend als drummer van Kate Ryan, Ozark Henry en Milk Inc. In 2008 verzorgde hij ook de reünieconcerten van Soulsister. Zijn ervaring als drummer in de dance bracht hem in 2012 tot bij Netsky, waarmee hij 6 jaar lang de wereld rond toerde. Hij stond zo op de grootste festivals ter wereld, waaronder Coachella, Glastonbury, Pukkelpop en Rock Werchter. 
In 2007 startte hij samen met Steve Pittoors het project SquarElectric, waar de drummer centraal op het podium kwam te staan als 'main artist' en de DJ verving. Dit bouwde hij in 2015/16 uit tot zijn eerste solo #DJDrummer shows, waarbij hij volledig solo op het podium staat en live gespeelde mashups brengt. 
Hij toert sinds 2001 zowat de wereld rond als performer voor de elektronische percussie-instrumenten van de Roland Corporation. Hij is ook als consultant nauw betrokken bij de ontwikkeling en bètatesting van Rolands nieuwste V-Drums en sampling/multipads. Hij werkt ook als 'Master Creator' en development consultant voor Roland Japan.
Hij heeft ook een eigen opname-/productiestudio, BoemLabo, van waaruit hij zijn eigen label FATKiCK runt en online instructor is voor het Canadese drumplatform Drumeo.com .
Sinds 2024 speelt hij ook regelmatig zijn retrospectieve theatershow, Drummer Ex Machina, een eigentijdse terugblik en vooruitblok op zijn inmiddels 33-jarige professionele carrière. Hij is sinds 2024 ook een gevraagd Keynote speaker : zijn #GenerationRemix keynote presentatie waarin hij én live drumt én naar managers allerhande confronterende en insoirerende duiding geeft hoe de verbindende maar ook rebelse kracht van muziek binnen de bedrijfsvoering een toegevoegde waarde kan zijn. 
Tegelijkertijd blijft hij dankzij zijn educatieve  “Rechtop!” Schoolshows ook jonge, school lopende muziekliefhebbers voor zich winnen. In 2025 doopt hij zijn schoolshow concept om tot “Boenk Erop!”, een met AI gekruide live voorstelling waarin technologie en creativiteit elkaar ultiem ontmoeten. 

## Projecten
| Project                    | Periode      | Functie                               |
| -------------------------- | ------------ | ------------------------------------- |
| Kid Safari                 | 1985 - 1987  | drummer                               |
| Blue Blot                  | 1987 - 1993  | drummer/componist                     |
| Roland Benelux             | 1992 - heden | drummer                               |
| Groovemania                | 1993 - 1995  | drummer/producer/oprichter            |
| Clouseau                   | 1995 - 1997  | drummer                               |
| Angelico                   | 2000 - 2001  | drummer                               |
| Roland Japan               | 2001 - heden | drummer/demonstrator                  |
| Camden                     | 2001 - 2006  | drummer                               |
| Roland Corporation         | 2003 - heden | sound & development consultant        |
| Kate Ryan                  | 2006 - 2011  | drummer                               |
| Milk Inc. & Regimania      | 2006 - 2017  | drummer                               |
| Ozark Henry                | 2006 - 2010  | drummer                               |
| SquarElectric              | 2007 - 2016  | drummer/producer/oprichter            |
| Soulsister                 | 2008 - 2012  | drummer                               |
| Netsky Live                | 2012 - 2017  | drummer                               |
| Drumeo.com                 | 2013 - heden | drummer/instructor/coach/creator      |
| Hospital Records           | 2014 - heden | sample pack producer                  |
| Michael Schack - DJDrummer | 2017 - heden | solo performer                        |
| FATKiCK Records            | 2019 - heden | label founder & owner                 |
| Regi Live                  | 2020 - heden | drummer                               |
| Roland Japan               | 2021 - heden | Master Creator/development consultant |
| De Mol                     | 2022         | coach Uma/drummer                     |

## Discografie
| Jaar | Nummer               | Label     | Betrokken artiesten |
| ---- | -------------------- | --------- | ------------------- |
| 2015 | Voices (ft. Alessia) | CNR Music | Regi                |
| 2019 | Order                | FATKiCK   |                     |
| 2019 | Fra'Koeh             | FATKiCK   |                     |
| 2020 | HUH                  | FATKiCK   |                     |
| 2021 | Changing Reality     | FATKiCK   | Idle Days           |
| 2022 | Headspace            | FATKiCK   | Idle Days, Billie   |

## Filmografie
- She Good Fighter (2003) - politieagent
- Diamant (1997) - politieagent
- Matroesjka's (2004) - politieagent
- Regi's World (2006-2013) - als zichzelf
- Netsky Live @ AB Brussel (2012) - als zichzelf/drummer
- Netsky Live @ Pukkelpop (2015) - als zichzelf/drummer
- Regi Academy (2021) - als zichzelf/drummer
- De Mol Seizoen 10 (2022) - als zichzelf/drummer